# Hybometopia starcki
Hybometopia starcki là một loài bọ cánh cứng trong họ Cerambycidae.